# Жан Ла Персонн

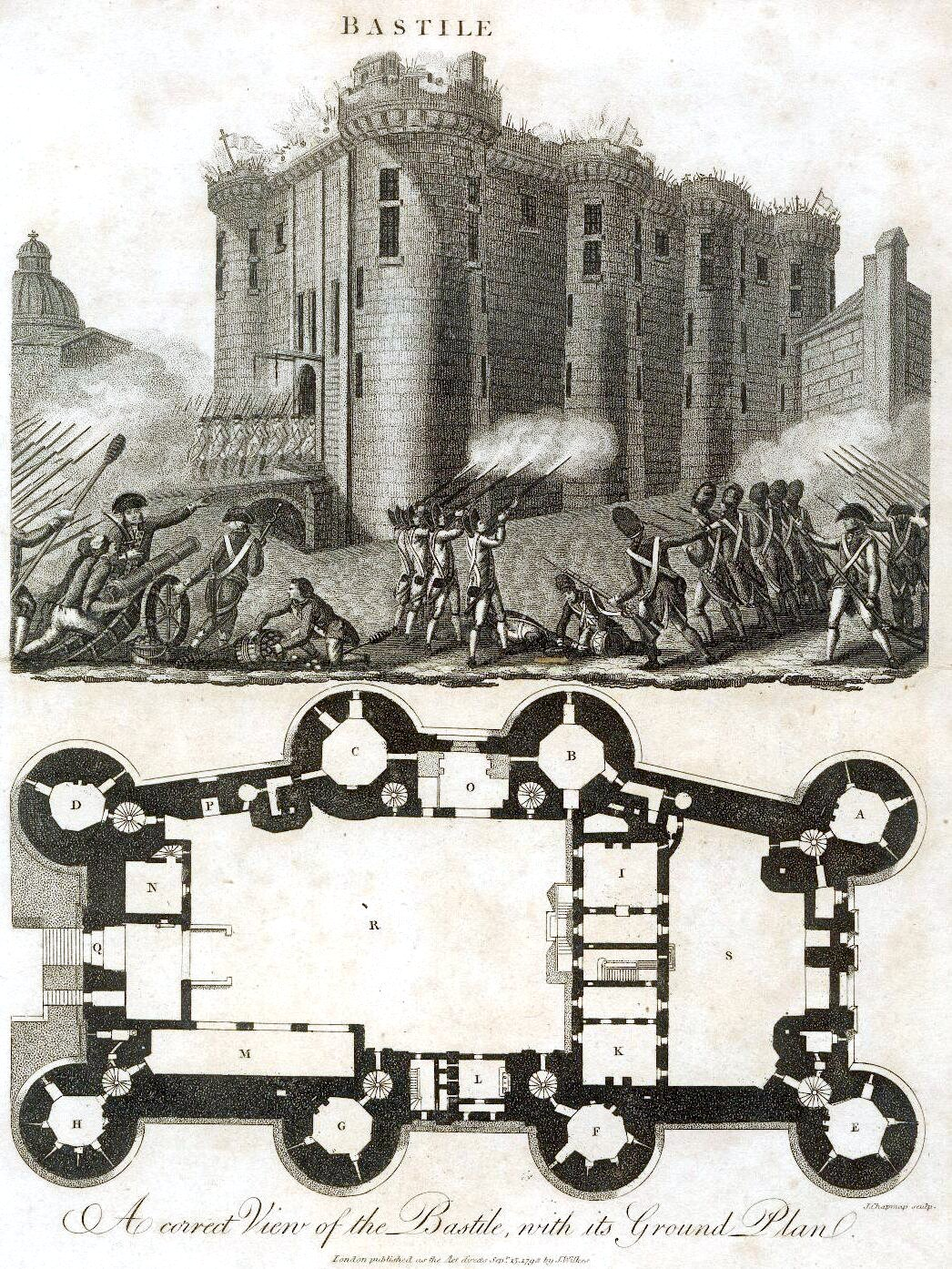
Бастилия

Жан Ла Персонн (Jean La Personne, Jehan de la Personne), Жан II Ла Персонн (Jean II La Personne, Jehan II de la Personne) (ок. 1340 — 4 ноября 1404), виконт д’Аси (Acy) и д’Онэ (Aulnay), шамбеллан и советник королей Карла V Мудрого и Карла VI. Первый капитан-управляющий бастилии Сент-Антуан (1386—1404). Виконтство Аси находилось в графстве Валуа, в 7 км к юго-востоку от Суассона (современный департамент Эна), а виконтство Онэ — в провинции Пуату, в 15 км к северо-востоку от Сен-Жанд’Анжели (департамент Шаранта Приморская).
Сын Жана I Ла-Персонна, виконта д’Аси (ум. ок. 1350) и его второй жены Жанны де Куртвиль (Jeanne de Courteville). Внук Филиппа Ла Персонна - первого виконта Аси.
Не следует путать Жана Ла Персонна с пасынком — Жаном II де Клермоном (ум. 1400), который также был виконтом Онэ.
В 1359 году женился на Маргарите де Мортань (ум. 1385), виконтессе д’Онэ, даме де Мортань, вдове Жана де Клермона, сеньора де Шантильи, погибшего в битве при Пуатье. В том же году (1359) купил сеньорию Мопревуар (Mauprevoir), в 1370 году - сеньорию Нель (Nesles).
Стал вместе с женой править виконтством Онэ и сеньорией Мортань в 1372 году, когда Бертран Дюгеклен отвоевал их у англичан (английский король отдал Онэ герцогу Йоркскому, а замок Мортань — сначала Судану де Латро (Soudan de Latrau), а после его смерти — сеньору де Кастильону, барону де Гасконь). В 1385 году Маргарита де Мортань умерла, и её владения унаследовал сын от первого мужа — Жан II де Клермон.
Овдовев, Жан II Ла-Персонн в 1388 г. вторым браком женился на Жанне д’Эневаль (1372—1421), получив в приданое четверть баронии Эневаль. Жанна после его смерти вышла замуж за Говена де Дрё (1372—1415).
Жан II Ла-Персонн был шамбелланом и советником королей Карла V Мудрого и Карла VI. От Карла V получил сеньории Марси и Наннэ, которые 8 июля 1377 года продал Бюро де ла Ривьеру (Bureau de la Rivière). Также получил баронию Дидонн (Didonne) в Сентонже после её отвоевания у англичан (1376).
В 1372—1373 гг. сенешаль Пуату.
Первый капитан-управляющий бастилии Сент-Антуан (1386—1404), где под его началом служили: 1 рыцарь, 5 оруженосцев и 10 арбалетчиков.
Умер 4 ноября 1404. Сын — Ги Ла Персон (ум. ок. 1420), виконт д’Аси. Внук - Гийо Ла Персонн (Guyot La Personne) умер в ноябре 1435 года бездетным. Ему наследовал Робер д'Овербрёк (Robert d'Overbreuc) - неродной племянник Жана II Ла Персонна, внук Жанны де Куртвиль и её второго мужа Жана де Перна. Дочерью Робера д'Овербрёка была Бланш д'Овербрёк (Blanche d'Aurebruche).fr:Blanche d'Aurebruche
Фруассар в поэме «Ди флорина» называет виконта д’Аси в числе своих добрых покровителей.